# فرهنگ اشتیکبندکرامیک

نقشه فرهنگ‌ها در اواخر دوران نوسنگی اروپا

فرهنگ اشتیکبندکرامیک (آلمانی: Stichbandkeramik (به‌اختصار STK یا STbK)‏ یا فرهنگ سفالکاری خط تیره (انگلیسی: Stroke-ornamented ware culture) یکی از فرهنگ‌های دانوبی میانی بود که جایگزین
فرهنگ لینربندکرامیک شد و از افق‌های مهم اروپای دوران نوسنگی در اروپای مرکزی است.